# FC La Chaux-de-Fonds
FC La Chaux-de-Fonds är en schweizisk fotbollsklubb från La Chaux-de-Fonds. Den grundades 1894. Den spelar sina matcher på Stade Charrière. De spelade senast i schweiziska högstadivisionen säsongen 1986-87.

## Meriter
- Ligamästare 1954, 1955, 1964
- Cupmästare 1948, 1951, 1954, 1955, 1957, 1961

## Kända spelare
- Andre Abegglen
- Charles Antenen